# Воронов, Юрий Петрович
Юрий Петрович Во́ронов (13 января 1929 года, Ленинград — 5 февраля 1993 года) — советский поэт, журналист и общественный деятель. В 1959—1965 годах главный редактор «Комсомольской правды», в 1984—1986 гг. — журнала «Знамя», в 1988—1990 гг. — «Литературной газеты». В 1986—1988 годах заведовал отделом культуры ЦК КПСС.
Депутат ВС СССР 11-го созыва (1986—1989). Народный депутат СССР от СП СССР (1989—1991), с 1991 года народный депутат России. Заслуженный работник культуры РСФСР.
Слова  «О камни! Будьте стойкими, как люди!» из стихотворения «Камни» (сборник «Блокада» (1968), посвященный мужеству и стойкости жителей блокадного Ленинграда во время Великой Отечественной войны) были отлиты в бронзе на Монументе героическим защитникам Ленинграда.

## Биография
Родился в семье профсоюзного работника.
Пережил блокаду Ленинграда.
Окончил факультет журналистики ЛГУ имени А. А. Жданова (1952). Член ВКП(б) с 1951 года.
Работал заведующим отделом студенческой молодёжи в ленинградской газете «Смена», там же был редактором, а в 1954—1959 гг. заместителем главного редактора. В тот же период секретарь Ленинградского обкома ВЛКСМ.
Когда Шелепин был первым секретарем ЦК ВЛКСМ, он заботился о «Комсомольской правде», подбирал туда талантливых людей. Шелепин и привел в редакцию Юрия Петровича Воронова.
В 1959—1965 годах Воронов — главный редактор «Комсомольской правды». Оставил должность после того, как в июне 1965 года в газете появился острокритический очерк А. Я. Сахнина «В рейсе и после» — о произволе директора китобойной флотилии «Слава» Алексее Солянике, вызвавший «очень громкий общественный резонанс… Выступление газеты вызвало недовольство некоторых членов Политбюро», — отмечал в мемуарах Филипп Бобков. На защиту публикации, содержащей неопровержимые факты, единственным из членов Политбюро встал А. Н. Шелепин, однако Юрия Воронова, «человека скромного и глубоко порядочного», как пишет Бобков, защитить не удалось.
Воронова перевели на должность ответственного секретаря газеты «Правда», (что формально было повышением), а в 1968 году он был назначен заведующим корпунктом «Правды» в ГДР и Западном Берлине, которую занимал до 1984 года.
В 1970-е — 1980-е годы Воронова несколько раз пытались назначить то заместителем главного редактора «Литературной газеты», то главным редактором «Литературной России», но представления тормозились в ЦК КПСС. Из германской «ссылки» его вернул Михаил Горбачёв, который, как говорили, помнил Воронова ещё по комсомольским годам.
Секретарь правления СП СССР (1984), в котором состоял с 1974 года.
Главный редактор журнала «Знамя» (1984—1986).
В 1986—1988 годах заведовал отделом культуры ЦК КПСС.
С декабря 1988 по март 1990 главный редактор «Литературной газеты».
Член СЖ СССР, член правлений СП РСФСР (1985—1991) и СП СССР (1986—1991).
Депутат ВС СССР 11-го созыва (1986—1989). Народный депутат СССР от СП СССР (1989—1991), с 1991 года и до своей смерти был народным депутатом России.
Похоронен в Москве на Ваганьковском кладбище.
Сыновья — историк отечественных спецслужб Валентин Воронов и музыкант Сергей Воронов.

## Поэтическое творчество
Дебютировал как поэт в 1945, в ленинградской газете «Вагоностроитель» (номер за 13 сентября), затем почти 20 лет не печатал свои стихи. Вторичный «дебют» Воронова состоялся в 1965 в газете «Правда» (7 мая) и журнале «Знамя» (1965, № 6). После возвращения в Москву, уже во время Перестройки, печатал стихи в журнале «Новый мир» (1985, № 7; 1986, № 5).
Центральное место в стихах Воронова занимает тема войны и, в частности, — блокады Ленинграда. Воронов остро ощущал необходимость помнить войну, даже если эти воспоминания непомерно тяжелы:

Я не напрасно беспокоюсь,

Чтоб не забылась та война:

Ведь эта память — наша совесть.

Она, как сила, нам нужна.

Большую известность приобрело стихотворение поэта о ленинградских деревьях, которые жители блокадного города не спиливали, даже если им нечем было растопить печку:

Они зимой,

Чтоб как-нибудь согреться —

Хоть на мгновенье,

Книги, письма жгли.

Но нет

Садов и парков по соседству,

Которых бы они не сберегли.

<…>
Деревья

Остаются подтвержденьем,

Что, как Россия,

Вечен Ленинград!

Им над Невой

Шуметь и красоваться,

Шагая к людям будущих годов.

…Деревья!

Поклонитесь ленинградцам,

Закопанным

В гробах и без гробов.

(«Ленинградские деревья»)

### Сборники стихов
- «Блокада» (1968);
- «Память» (1971);
- «Долгое эхо» (1979);
- «Улица Росси» (1979);
- «Весы» (1986);
- «Белые ночи» (1987);
- «Стихотворения» (1989).

### Книги прозы
- «Сила жизни» (сборник статей, 1962).

## Награды и звания
- орден Ленина (04.05.1962)
- орден Трудового Красного Знамени (16.11.1984)
- орден «Знак Почёта»
- орден «Знамя Труда» I степени (ГДР)
- медаль «За оборону Ленинграда» (1943)
- премия имени Воровского (1963)
- Государственная премия РСФСР имени М. Горького (1986) — за книгу стихов «Блокада» (1973)
- заслуженный работник культуры РСФСР